# Aileen Allen
Mary Aileen Allen, posteriorment Conquest, (Illa del Príncep Eduard, Canadà, 22 de desembre de 1888 – Pasadena, Califòrnia, 4 de setembre de 1950) va ser una saltadora canadenca de naixement, però estatudinenca d'adopció que va competir en els anys posteriors a la Primera Guerra Mundial.
El 1920 va prendre part en els Jocs Olímpics d'Anvers, on va disputar la prova de trampolí de 3 metres del programa de salts, que finalitzà en quarta posició.
Anteriorment havia guanyat els campionats de la AAU exterior de 1917 de palanca, i l'indoor de trampolí de 1916.